# امام‌قلی (قوچان)
امام‌قلی روستایی است از توابع بخش باجگیران شهرستان قوچان در استان خراسان رضوی ایران. فاصله این روستا (امامقلی) تا شهرستان قوچان ۳۸ کیلومتر و تا بخش باجگیران حدود ۴۰ کیلومتر می‌باشد.این روستا زادگاه اجدادی محسن میرزازاده خواننده کرمانج است.

## جمعیت
این روستا در دهستان دولتخانه قرار داشته و بر اساس سرشماری سال ۱۳۸۵ جمعیت آن ۶۸۹ نفر (۲۰۱ خانوار)
بوده‌است.